# Aldoza-6-fosfat reduktaza (NADPH)
Aldoza-6-fosfat reduktaza (NADPH) (EC 1.1.1.200, aldoza 6-fosfat reduktaza, +-zavisna aldoza 6-fosfat reduktaza, A6PR, aldoza-6-P reduktaza, aldoza-6-fosfat reduktaza, alditol 6-fosfat:+ 1-oksidoreduktaza) je enzim sa sistematskim imenom D-aldoza-6-fosfat:+ 1-oksidoreduktaza. Ovaj enzim katalizuje sledeću hemijsku reakciju
-sorbitol 6-fosfat + + {\displaystyle \rightleftharpoons } D-glukoza 6-fosfat + +
U reverznoj reakciji, on takođe deluje na D-galaktozu 6-fosfat, i u manjoj meri na D-manozu 6-fosfat i 2-dezoksi-D-glukozu 6-fosfat.

## Literatura
- Nicholas C. Price; Lewis Stevens (1999). Fundamentals of Enzymology: The Cell and Molecular Biology of Catalytic Proteins (Third изд.). USA: Oxford University Press. ISBN 019850229X.
- Eric J. Toone (2006). Advances in Enzymology and Related Areas of Molecular Biology, Protein Evolution (Volume 75 изд.). Wiley-Interscience. ISBN 0471205036.
- Branden C; Tooze J. Introduction to Protein Structure. New York, NY: Garland Publishing. ISBN 0-8153-2305-0.
- Irwin H. Segel. Enzyme Kinetics: Behavior and Analysis of Rapid Equilibrium and Steady-State Enzyme Systems (Book 44 изд.). Wiley Classics Library. ISBN 0471303097.
- William P. Jencks (1987). Catalysis in Chemistry and Enzymology. Dover Publications. ISBN 0486654605.

## Spoljašnje veze
- Aldose-6-phosphate+reductase+(NADPH) на 